# Partito Liberale dell'Honduras
Il Partito Liberale dell'Honduras (in spagnolo Partido Liberal de Honduras, PLH) è un partito politico honduregno di centro-destra, fondato il 5 febbraio del 1891 da Céleo Arias.

## Storia
L'Honduras nel corso della sua storia repubblicana, ha condiviso un sistema bipartitico fino agli inizi del XXI secolo, con il Partito Liberale politicamente dominante insieme al Partito Nazionale (PNH). Nel 1986 il PLH aderì all'Internazionale Liberale.
Alle elezioni generali del 2005, il PLH ottenne 62 seggi su 128 nel Congresso Nazional e il candidato del PLH Manuel Zelaya fu eletto presidente (49,90% dei consensi). Durante la presidenza, da liberale Zelaya si spostò radicalmente verso la sinistra, avvicinandosi all'Alleanza Bolivariana per le Americhe (ALBA), organizzazione intergovernativa fondata da Hugo Chávez d'ispirazione socialista e anti-statunitense, nonostante un'opposizione interna in seno al PLH. Nel 2009, in seguito a un colpo di Stato militare, Zelaya fu estromesso dal potere ed costretto all'esilio in Costa Rica. Il Congresso Nazionale nominò come suo successore Roberto Micheletti, figlio di immigrati italiani originari della Lombardia (Bergamo), anch'egli membro del Partito Liberale ma oppositore della svolta a sinistra di Zelaya.
Alle elezioni generali del 2009, successive al golpe, il Partito Liberale fu sconfitto dal Partito Nazionale. I sostenitori di Zelaya fondarono il movimento d'opposizione al golpe Fronte Nazionale di Resistenza Popolare (FNRP), poi costituitosi in partito nel 2011 col nome di Libertà e Rifondazione (LIBRE).

## Simbologia
Il PLH è identificato con il colore rosso e bianco, come la bandiera che il generale Francisco Morazán utilizzò nella maggior parte delle sue campagne militari durante il tempo della Repubblica federale centroamericana, le Province Unite dell'America Centrale.

## Risultati elettorali
| Elezione          | Voti      | %     | Seggi    |
| ----------------- | --------- | ----- | -------- |
| Parlamentari 2005 | 7 746 806 | 44,84 | 62 / 128 |
| Parlamentari 2009 | 4 937 995 | 30,78 | 45 / 128 |
| Parlamentari 2013 | 4 670 157 | 16,97 | 27 / 128 |
| Parlamentari 2017 |           |       | 26 / 128 |
| Parlamentari 2021 | 961 559   | 7,97  | 23 / 128 |